# Лешнишки водопад
Лешнишкият (Ляшнишкият) водопад е водопад на река Ляшнишка, в планина Беласица, на около 1,8 km югозападно от хижа „Беласица“. Разположен е на 680 m н.в. Височината на водния пад е 6,5 m.
От хижата до водопада се достига по един от тематичните маршрути в планината – пътека „Приятели“, маркирана е със син цвят. По нея са разположени 4 интерактивни модула, които представят любопитна информация за 10 дървета в Беласица, различаване на дърветата по тяхната кора, горите и техните обитатели и какво дават дърветата.

## Външни прерпратки
- Водопадите на Беласица Архив на оригинала от 2016-03-04 в Wayback Machine.
- Разходка до Лешнишкия водопад край Петрич в Беласица планина Архив на оригинала от 2015-05-30 в Wayback Machine.